# Districtul Chukha

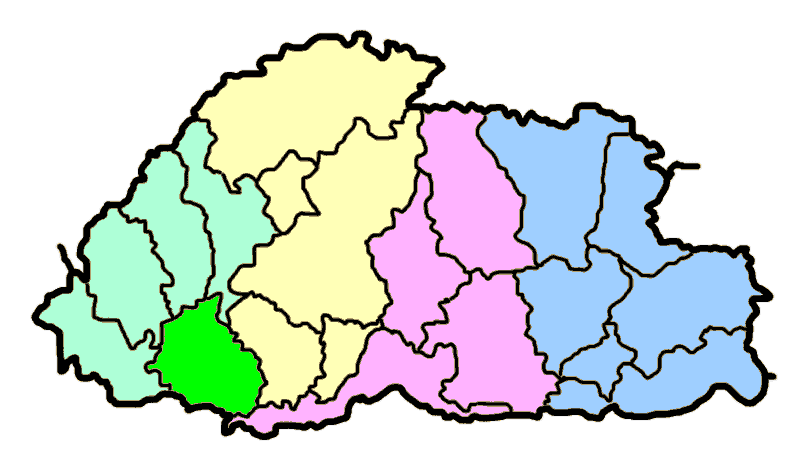
Districtul Chukha

Chukha este un district din Bhutan. Are o suprfață de 2.393 km² și o populație de 61.200 locuitori. Districtul Chukha este divizat în 11 municipii.